# Gobierno de Bernardo Berro
El gobierno de Bernardo Berro comenzó el 1.° de marzo de 1860, fecha en la que asumió como presidente de la República Oriental del Uruguay luego de haber ganado en la elección presidencial ante la Asamblea General y prestado juramento ante la Asamblea General aquel mismo día. Este período supuso el regreso del Partido Nacional al Poder Ejecutivo desde la presidencia de Juan Francisco Giró en 1852-1853.

## Candidatura y elección
En esta época, posterior a la guerra civil, había un desencanto por la política y la existencia de partidos políticos, visto como elementos promotores de la división de la sociedad y que ponían en riesgo la existencia del país; en este marco comenzó a impulsarse una política «fusionista» para intentar borrar las líneas partidarias y se intentaba elegir a candidatos de bajo perfil, sin pretensiones políticas, a veces incluso sin su anuencia previa.
En la elección presidencial de 1860 a realizarse por la Asamblea General se hablaba de cuatro candidatos, que eran Julio Pereira —hijo del presidente saliente Gabriel Antonio Pereira—, Bernardo Berro, Diego Lamas y Eduardo Acevedo. De estas candidaturas la de Julio Pereira fue resistida por parte de la comunidad, aparte de que el candidato no había autorizado a nadie para hacer campaña a su favor, como lo estaba haciendo un periódico al publicar además afirmaciones de batallones que se acercaban a Montevideo.
Al acercarse la fecha de la elección las preferencias de los legisladores se inclinaban a 19 votos para Diego Lamas, 18 para Eduardo Acevedo y 12 para Bernardo Berro. La candidatura de Eduardo Acevedo era resistida dentro de los caudillos militares, quienes se decantaban por la candidatura de Julio Pereira como alguien garante del statu quo en donde ellos eran «dueños y señores de la campaña», pero que descartada esta, únicamente aceptaban la candidatura de Bernardo Berro. Así, para evitar levantamientos, quienes abogaban por la candidatura de Eduardo Acevedo y aquellos que lo hacían por la de Diego Lamas decidieron inclinarse por la de Bernardo Berro.
En la elección, realizada el 1° de marzo, Bernardo Berro obtuvo 47 votos frente a los 4 que obtuvieron Diego Lama, Juan Francisco Giró y Bernabé Caravia. De esta forma, por primera vez en la historia política de Uruguay desde la Jura de la Constitución un presidente —Gabriel Pereira— completó su mandato y cedió directamente el mando presidencial de forma regular a su sucesor —Bernardo Berro—.

## Asunción
El mismo día de la elección el flamante presidente Bernardo Berro asume el cargo y presta juramento ante la Asamblea General. En su discurso de juramentación ante este órgano declaró que en esta nueva empresa no será otra cosa que «el hombre de la patria y de la ley», además expresó su intención de realizar —«[e]l cumplimiento estricto de la ley, la observancia de la Constitución, [y] la protección de la religión...».
En Montevideo el resultado de este proceso fue recibido con aplausos y festejos que se extendieron hasta la noche.

## Gabinete
| Ministerio            | Titular         | Partido  | Período                               |  |
| --------------------- | --------------- | -------- | ------------------------------------- |  |
| Guerra y Marina       | Diego Lamas     | Nacional |                                       |  |
| Gobierno              | Eduardo Acevedo | Nacional | 8 de marzo de 1860—3 de junio de 1861 |  |
| Hacienda              | Tomás Villalba  | Nacional |                                       |  |
| Relaciones Exteriores | Eduardo Acevedo | Nacional | 8 de marzo de 1860—3 de junio de 1861 |  |

A mediados de 1861 el presidente Berro destituyó al ministro de gobierno Eduardo Acevedo, lo que algunos atribuyeron que fue por razones religiosas debido a la postura de anticlericalismo del ministro; otros debido a la situación política en Argentina; mientras que otros más como una forma de neutralizar el excesivo protagonismo de la cartera a la que se atribuía todo el crédito de los logros en materia de organización interna, respeto de la ley y avances económicos, dando así un mensaje de que la dirección de las políticas partía desde el presidente Berro. Quien lo reemplazó fue Enrique de Arrascaeta.

## Política nacional

### Política fusionista
Las políticas fusionistas eran medidas, originadas tras la Guerra Grande, que buscaban la eliminación de las divisas tradicionales, blanca y colorada, a diferencia de las políticas de pactos que reconocían su existencia y se basaba en la negociación. El gobierno de Berro fue uno de los últimos intentos de fusionismo en el Uruguay, siguiendo a Giró y a Pereira, y también el más extremo.
Berro proclamó un decreto que buscaba prohibir toda exhibición pública de los cintillos de las divisas, extendiéndose también a las manifestaciones de partidismo en la prensa. Este decreto levantó reacciones, sobre todo de los colorados, que se abstuvieron en las elecciones de legisladores de noviembre al no poder presentar sus divisas. También reaccionaron expresidentes de la República: Juan Francisco Giró se puso a la cabeza de un nuevo partido, el Club Libertad, mientras que Pereira refundó su Club de la Unión bajo la nueva denominación de Club Independencia y Constitución.
En abril de 1863 se produjo la invasión de Venancio Flores denominada como una nueva cruzada libertadora, en el mismo tiempo que Berro se enfrentaba a la oposición de un sector del partido blanco (los "amapolas") y el levantamiento del caudillo rural Bernardino Olid. La invasión de Flores usó como motivos el decreto de Berro que secularizaba los cementerios, pasando a la órbita municipal fuera de la jurisdicción eclesial, y las políticas fusionistas llevadas a cabo por Berro y su antecesor Pereira que habían "provocado" la Hecatombe de Quinteros.

### Censo de 1860
A mediados de 1860 el gobierno de Bernardo Berro dispuso la realización de un censo general a través de los Jefes Políticos departamentales y la colaboración de los vecindarios:
| Departamento  | Población |
| ------------- | --------- |
| Canelones     | 20 468    |
| Cerro Largo   | 17 475    |
| Colonia       | 13 349    |
| Durazno       | 8973      |
| Florida       | 12 170    |
| Maldonado (*) | 20 000    |
| Minas         | 12 852    |
| Montevideo    | 57 913    |
| Paysandú      | 14 201    |
| Salto         | 15 821    |
| San José      | 12 527    |
| Soriano       | 14 138    |
| Tacuarembó    | 9593      |
| Total         | 229 480   |

(*) En el caso del departamento de Maldonado no se hizo un censo sino que se hizo una estimación.

### Transición al sistema métrico decimal
Por ley N.° 714 del 20 de mayo de 1862, a iniciativa de los miembros de la Comisión del Sistema Métrico —integrada por el ministro de hacienda Tomás Villalba, Adolfo Pedralbes y Arséne Isabelle—, se estableció la oficialidad del sistema métrico decimal en todo el territorio de la república que comenzaría a ser obligatorio a partir del 1 de enero de 1867, aunque obligatoria en la educación y en las oficinas de topografía, de aduana y de contabilidad de Montevideo a partir del 1 de enero de 1864. Hasta entonces en Uruguay no había un sistema de medidas oficial y el que se venía usando desde la época colonial era básicamente el sistema colonial español de medidas.

### Política tributaria
El 6 de junio de 1860 se estableció un impuesto a quienes hicieran cortes en los montes de las islas del Río Negro y Río Uruguay, cuyo producto estaba destinado a las Juntas Económico Administrativas de los Departamentos a los que pertenecen las islas en donde se realiza la actividad. La tasa del impuesto variaba dependiendo de la cantidad y calidad de la madera obtenida, entre 1/8 y 2 1/2 pesos fuertes.
El 16 de junio se creó un impuesto de timbres a letras de cambio por cada vía, vales, conocimientos de carga de buques, contratos de fletamento, recibos por más de cien pesos que no estén endosados a documentos ya timbrados, enajenaciones de acciones de sociedades comerciales, documentos de comercio o particulares extranjeros que se ejecuten en el país y a pólizas de seguro, con una tasa de un real fuerte. La contravención a la norma multaba a los portadores de los documentos gravados sin timbrar con el diez por ciento del valor del documento o con el céntuplo del valor de la tasa, y quedaban suspendidos de oficio por un mes los jueces y escribanos que tramitaran con los documentos gravados sin timbrar.
El 20 de junio se instauró una tasa para atender el alumbrado público, a pagar por los habitantes o el propietario del inmueble o negocio de todos los pueblos que ya tengan alumbrado y aquellos que según las respectivas Juntas Económico Administrativas puedan costearlo, con una tasa de dos reales para casas de una sola puerta y cuatro reales las de dos o más. El producto del tributo era recaudado y administrado por las Juntas Económico Administrativas dando cuenta al Poder Ejecutivo.

## Política exterior
El 27 de junio de 1860 se firmó un convenio entre los representantes de Uruguay y del Imperio Francés —el ministro de relaciones exteriores Eduardo Acevedo y el cónsul general y encargado de negocios de Francia Daniel Pedro Martín Maillefer, respectivamente— para reactivar la vieja Convención sobre Amistad, Comercio y Navegación entre ambos países del 8 de abril de 1836 bajo sus términos, con las adiciones de las estipulaciones de los artículos 2° parte 3 y 3° parte 4 del Tratado de Amistad, Comercio y Navegación entre Uruguay y Prusia con los estados de la Unión Aduanera de Alemania de 1856, además de lo dispuesto en el artículo 2° del Tratado de Amistad, Comercio y Navegación entre Uruguay y Bélgica de 1853. La Asamblea General autorizó por ley n.° 634 del 22 de junio de 1860 la realización de este tratado internacional, cuya vigencia se iba a mantener hasta el 27 de junio de 1862 por disposición propia del convenio renovador.